# Falsotoclinius schauffelei
Falsotoclinius schauffelei är en skalbaggsart som beskrevs av Rudolph Petrovitz 1958. Falsotoclinius schauffelei ingår i släktet Falsotoclinius och familjen Melolonthidae. Inga underarter finns listade i Catalogue of Life.